# وسام الاستحقاق السوري
وسام الاستحقاق السوري هو وسام تكريمي يصدر بمرسوم عن رئيس الجمهورية العربية السورية يمكن منحه للسوريين وغير السوريين، غايته تقدير الخدمات في مجالات السياسة والدفاع الوطني والعلوم والفنون والاقتصاد والإدارة والتي تؤدى لصالح سوريا والقضية العربية. استحدث في 25 يونيو 1953 وهو من خمس درجات أعلاها الدرجة الممتازة ثم الأولى فالثانية فالثالثة وأخيراً الدرجة الرابعة. كما يمنح لكل رئيس الجمهورية ويحتفظ به حتى بعد انتهاء ولايته الدستورية.